# Pristimantis diaphonus
Pristimantis diaphonus är en groddjursart som först beskrevs av Lynch 1986.  Pristimantis diaphonus ingår i släktet Pristimantis och familjen Strabomantidae. IUCN kategoriserar arten globalt som sårbar. Inga underarter finns listade i Catalogue of Life.